# 円珠尼

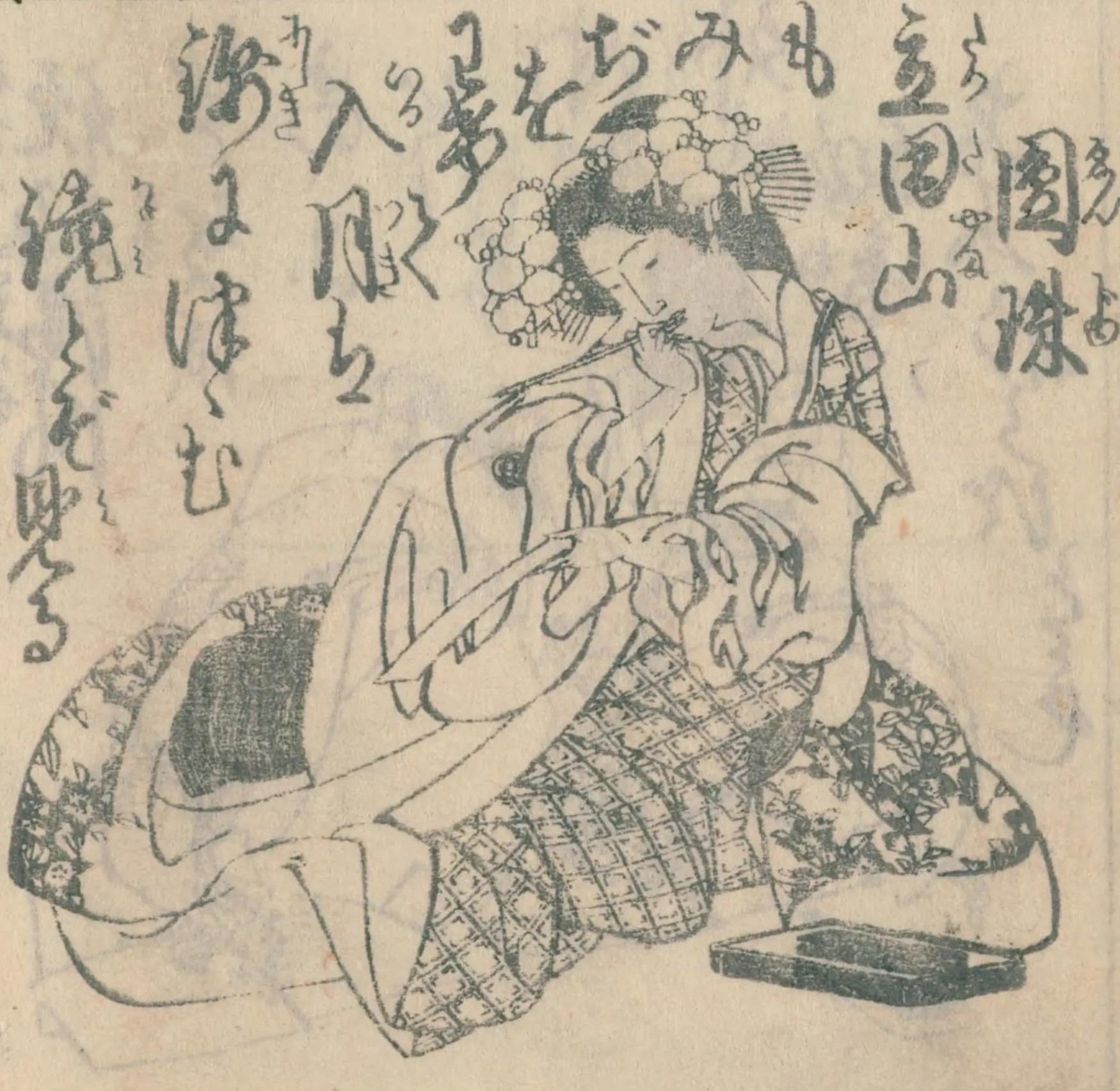
（『秀雅百人一首』より）

円珠尼（えんじゅに、永禄3年（1560年）？ - 天正10年（1582年））は、戦国時代の上野国の女流歌人。幼名は小柳。江戸時代の『加沢記』に川田四郎の娘、円珠が天皇から御製和歌を授かった記述がある。
円珠尼作とされる和歌とほぼ同一の作が伝承中に現れる2人の歌人、鎌倉時代の同名の女性「円珠尼」と、室町時代の女性「円如意姫」についても、本項目で解説する。

## 略歴
沼田氏の一門である川田四郎左衛門光清の娘とされる。『川田村誌』では永禄3年（1560年）の生まれとする。
初め、沼田氏に出仕して沼田顕泰の妻の侍女となった。和歌に優れ、「子持山 もみぢを分けて 入る月は 錦に包む 鏡なりけり」という歌が評判となって京都の正親町天皇の天聴にも達し、「上野の 沼田の里に 円かなる 珠のありとは 誰か知らまし」という歌を贈られた。彼女はその歌にちなみ「円珠」と称されるようになった。
長野氏に仕える信濃国の陶田弥兵衛と結婚するが、弥兵衛は円珠を寵愛して国元の母親を3年間も顧みなかった。円珠が弥兵衛を諌めたため、弥兵衛は帰郷し、その1年後に母は死去した。弥兵衛は剃髪して行脚僧になるとともに、円珠も出家して円珠尼と改め、川田村に流泉庵という庵を営んだ。
天正10年（1582年）、厩橋城に滝川一益が入り、円珠尼を和歌の師として召し出した。
本能寺の変後の神流川の戦いにて滝川勢が後北条氏に敗れて撤退した際、病気で倒れていた彼女は放置されてしまった。合戦後、一益に代わり厩橋城に入った北条氏邦も彼女の名声を知っていたため、円珠尼は直ちに川田村に送り届けられたが途中で死去した。遺骸は流泉庵の傍に葬られ、流泉院殿円珠大法尼と諡された。流泉庵は寺院となって円珠山光清院遷流寺（川田山流泉寺）と号した。
円珠尼作として他に以下の和歌が伝わる。
- 「いとよわき梅のにほひの花ごろも 春より先にほころびにけり」[2][3]
- 「仰せなら石の袋も縫うて見ん 真砂の糸をよりて給はれ」[5][注釈 1][3]
- 「如何にせむ恋しき人の玉章に 読まれぬ文字の二ツ三ツ四ツ」[5][3]

著作に「猿簑物語り」「座頭物語り」などがあるとされる。
円珠尼が正親町天皇の寵愛を受け、帰京後に皇子を産み落としたが皇子は早世したとの伝承もある。

## 鎌倉時代の「円珠尼」
沼田市下川田の浄土宗円珠山遷流寺には、その前身となった川田寺の創建について記した笠塔婆が川田寺跡から移設されている。それによれば、川田寺は永暦元年（1160年）10月ごろに円珠尼によって草創され、源空上人が願われて開山となったとする。円珠は保元（1156 - 1159年）ごろに参内して二条院より龍田の紅葉を賜ったという。また開基は二位政子で、その政子から手向山の紅葉を賜ったとする。
『沼田根元聞書』では高倉天皇の御代、和田四郎安重の娘、円珠姫が「吉野山紅葉をわけている月は にしきに包むかがみとぞ見る」という歌を詠み、「上野の沼田の里に円かなる珠のありとはたれかしらまし」との歌を天皇から賜ったとする。さらに円珠姫は名を利根姫と改め源頼朝の子を産んだとする。
以上2者は平安時代末から鎌倉時代初期の人物としているが、以下2者では100年以上後の後伏見天皇の時代の人物としている。
泰亮愚海『沼田伝説』では沼田五郎家政の娘円珠の作の和歌として「いとよわき梅の匂ひの花ごろも 春より先に綻びにけり」「龍田山もみじを分けて入る月は錦につゝむ鏡なりけり」の2首を挙げ、後伏見院から「上野や沼田のさとに円かなる珠のありとは誰か知るまじ」との和歌を賜ったとする。
富田永世『上野名跡志』では『和訓栞』では沼田三郎宗政の娘、伝説雑記では藤原家政こと沼田五郎の娘とするとしている。「立田山紅葉を分けて入る月は錦につゝむ鏡なりけり」という和歌を詠み後伏見天皇から「上野の沼田の里にまどかなる玉のありとは誰かしらまし」という和歌を賜ったとするが、この御製和歌が「円珠」の名の由来となったとする点が『沼田伝説』と異なる。

## 「円如意姫」
明治43年刊行の『桃野村誌』に以下の逸話がある。
長福年間、旧倉内城主沼田上野之介景光に円如という姉がいた。右大臣信宗の養女となり後花園天皇に入内した。帝は円如意と名付け寵愛し、懐妊に至ったが宮女の嫉妬を得て倉内に帰参し、弟である名胡桃三郎景冬の領地にある村主八幡宮の傍に住居した。寛正元年7月若宮を出産し養育した。翌年禁廷（宮廷）から「石袋」という題を下して諸国の歌人に歌を詠ませたが、年を越しても誰も詠めなかった。円如も熟考し「勅ならば石の袋も縫うべきに」という上の句を吟じた時に乳房を口に含んでいた3歳の若宮が、乳を打って「イサコイサコ」と言ったので「砂の糸をよりてたまはれ」という下の句が思い浮かんだ。3歳の宮の教えで下の句が思い浮かんだのは皇の神の御末のしるしである。完成した和歌は勅撰に入ったという。宮は体調を崩し寛正3年（1462年）9月19日に崩御し、村主八幡宮の西に陵を作り葬った。母君は剃髪し如意尼と改め、宮の菩提を弔った。現在は寺屋敷と称する旧蹟がある。その後鳥越峰に閑居し小庵を結び座禅観法に専念した。そして長享3年（1489年）3月14日この地で遷化した。これが現在の如意寺である。